# Юркевич, Евгений Николаевич
Евге́ний Никола́евич Юрке́вич (ноябрь 1936, Денау Сурхандарьинской области Узбекской ССР) — советский футболист, играл на позиции нападающего.

## Биография
Русский, член ВЛКСМ. Служил в советской армии с 1955 по 1958 год.
Начинал футбольную карьеру в команде «Электросталь». В 1960 году перешёл в пермскую «Звезду». В 1960—1961 годах выступал за «Химик» Березники, в составе которого выигрывал первенство области и становился призёром Всесоюзных сельских игр в Одессе. В следующем году выступал в составе свердловского «Уралмаша», за который провёл полноценный сезон, сыграв 29 матчей во всех турнирах и забив 13 голов.
В 1963 году перешёл в московское «Торпедо», сыграл два матча в высшей лиге. С 1 июня 1963 года стал инструктором по физкультуре при «Торпедо», однако, вскоре был уволен по собственному желанию 31 августа.
В 1964—1965 годах выступал в составе карагандинского «Шахтёра», проведя в чемпионате 75 игр и забив 13 голов. В сезоне 1964 года стал лучшим бомбардиром команды. В дальнейшем играл за такие команды, как ярославский «Шинник», кишинёвский «Авынтул», балашихинский «Машиностроитель» и «Колос» Павловская.